# Musée d'ethnographie de la région de Donetsk
Musée d’ethnographie de la région de Donetsk, fondé en 1924, est un des plus grands et des plus anciens musées d'Ukraine, situé à Donetsk. Une statue en pierre de la culture scythe symbolise la carte de visite du musée.

## Presentation et histoire
Le musée a été fondé le 17 septembre 1924. Le fondateur du musée était un professeur de géographie de l'école technique des Mines de Donetsk, A. Olchantchenko. Au début de 1925, les premiers locaux du musée se trouvaient dans un ancien entrepôt pour le stockage des céréales dans la cour du cinéma « Coliseum », une zone de 50 m2. En 1926, le musée a été ouvert au public. Cette année 1902 personnes ont visité le musée. En 1972, le musée déménagea dans un bâtiment séparé, rue Tcheliouskintsev, où il est aujourd'hui. Le bâtiment a été construit pour l'école de musique, puis donné au musée.
Au début, il comprenait environ 2 000 objets représentant principalement l’industrie métallurgique et celle des mines. Aujourd’hui, la collection s'est élargie et compte plus de 120 000 objets. Nombre d'entre eux sont d'importance mondiale : squelettes de mammouth et de bisons, ramures de cerf noble, empreinte d’un poisson et empreintes de plantes dans les couches de la période de craie, des échantillons de troncs d'arbres "en pierre", météorites Elenovsky et Andreyevsky et d'autres reliques de la région. En outre, le musée présente aux visiteurs de nombreuses découvertes archéologiques: bijoux, vêtements, armures militaires, et des objets rituels divers, etc. Des objets personnels de Nikita Khrouchtchev, Sergueï Prokofiev, Vladimir Nemirovitch-Dantchenko, Arkhip Kouïndji, Dmitri Mendeleïev sont aussi exposés au musée.
L’exposition se répartit en 24 salles où sont chaque année organisées plus de quarante expositions provenant non seulement de fonds de ce musée, mais aussi d’autres musées d’Ukraine et de Russie. L'exposition de tous les départements du musée est organisée selon le principe d'un parcours continu. Les grands thèmes sont soulignés dans chaque période. Ces thèmes mettent en évidence les expositions principales.
Le musée accomplit plusieurs missions variées sur le plan de la culture, de l’éducation, des connaissances et de la recherche scientifique. Des chercheurs d’Ukraine, de Russie, des États-Unis et d’autres pays ont la possibilité de travailler ensemble sur des problèmes qui les intéressent et les unissent.
Dans la cour du musée on remarque des artefacts de pierre représentant des guerriers ou des femmes, ainsi que des équipements militaires de la Seconde Guerre mondiale.
Le musée comprend plusieurs musées spécialisés : 
- musée du compositeur Sergueï Prokofiev (village Sontsivka, région de Pokrovsk)
- musée de Nemirovitch–Dantchenko (village Neskoutchne)
- musée de l’histoire de forêt (région de Velykoanadolsky).

En 2000, le Musée d’ethnographie de la région de Donetsk a reçu le diplôme du Festival International Zolotoï skif pour le développement de la culture de la région. En 2002, le musée a reçu le prix régional Zolotoy skif pour sa contribution à l'éducation spirituelle de la région.

## Galerie

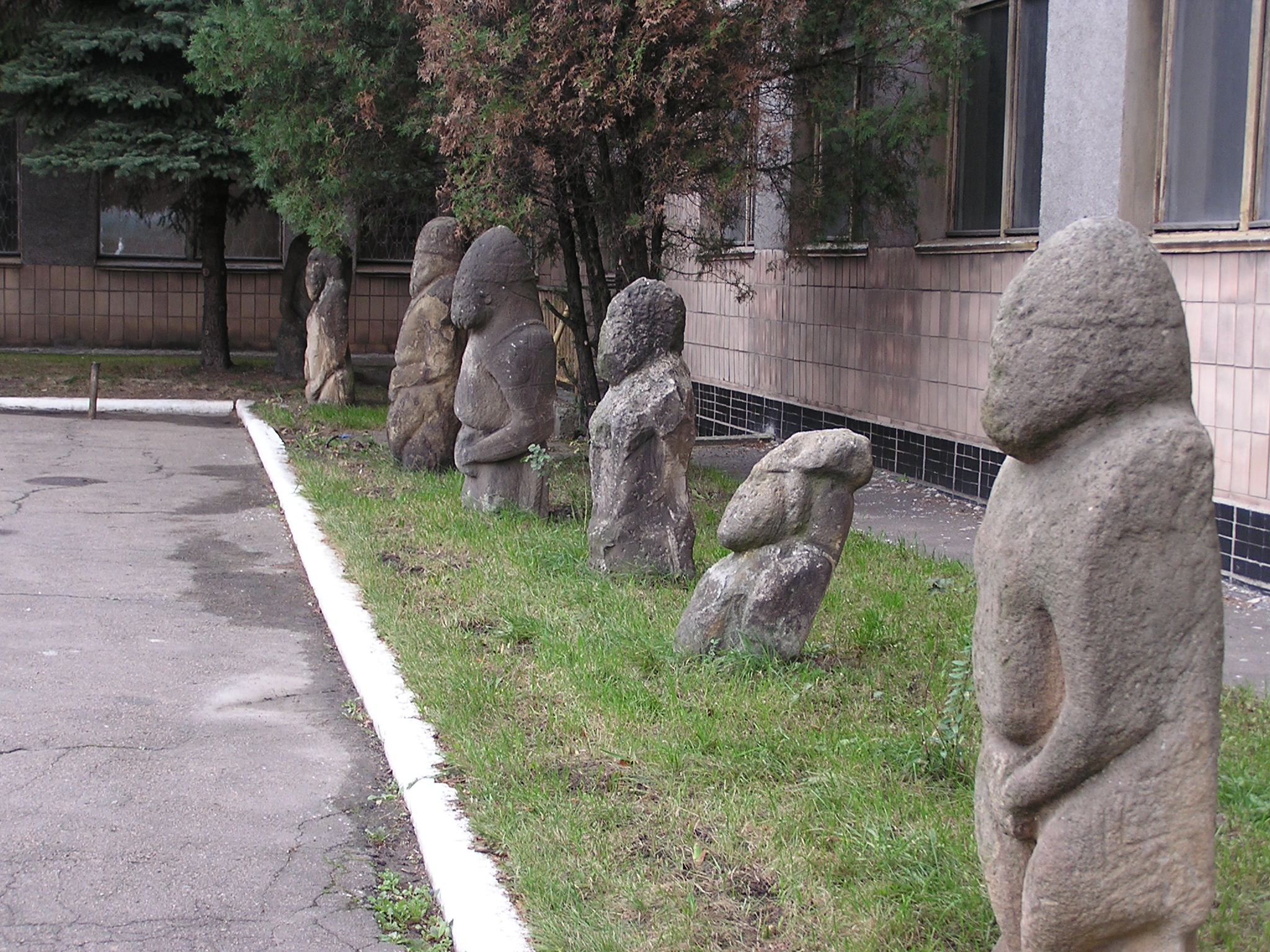
Stèles de pierre.

## Accueil du public
Chaque année, le musée accueille plus de 200 000 visiteurs.